# دو دوست (فیلم ۲۰۱۵)
دو دوست (به فرانسوی: Les Deux Amis) فیلمی فرانسوی ساخته لویی گرل بازیگر و کاگردان و محصول سال ۲۰۱۵ است. فیلم‌نامه این فیلم درام عاشقانه-روان شناسی را لویی گرل به همراه کریستوف اونوره بر اساس نمایشنامه هوس‌های ماریان اثر آلفرد دو موسه شاعر و نمایش نامه نویس فرانسوی نوشته‌اند.

فیلم دو دوست در بخش خارج از مسابقه هفته بین‌المللی منتقدان کن در ماه مه ۲۰۱۵ شرکت داشت.
این فیلم از ماه سپتامبر ۲۰۱۵ در فرانسه اکران شد.

## بازیگران
- گلشیفته فراهانی در نقش مونا
- ونسان ماکنی در نقش کلمنته
- لویی گارل در نقش ابل

...